# 梅
梅，是蔷薇科李属的多年生落葉喬木，其果實稱为梅子，其花称为梅花。起源于中國大陆南部，最早在长江流域驯化栽培，后来传入韓國、台灣、日本、越南等地。
梅在东亚地区的文化、艺术、文学和日常生活中都有着重要的意义，例如每年春节左右绽放的梅花是岁寒三友之一，象征不畏严寒的坚韧品格。在中国、日本、韩国及越南的饮食文化中，腌制或干燥加工后的梅子被广泛用于制作饮品、酒类、零食、调味料、渍物等。
在蔷薇科李属中，与梅相似的其它物种有杏、中国李等，尤其在无成熟果实时可能较难分辨其植株，但其他种的花普遍不具梅花的香气，其花梗等部位的形态特征也可用于区分。此外，樟目腊梅科的蜡梅的花期及名称与梅相似，但形态和分类上都有较大差别，后者花黄色，果实成熟时干质，呈瘦纺锤型。

## 形态特征

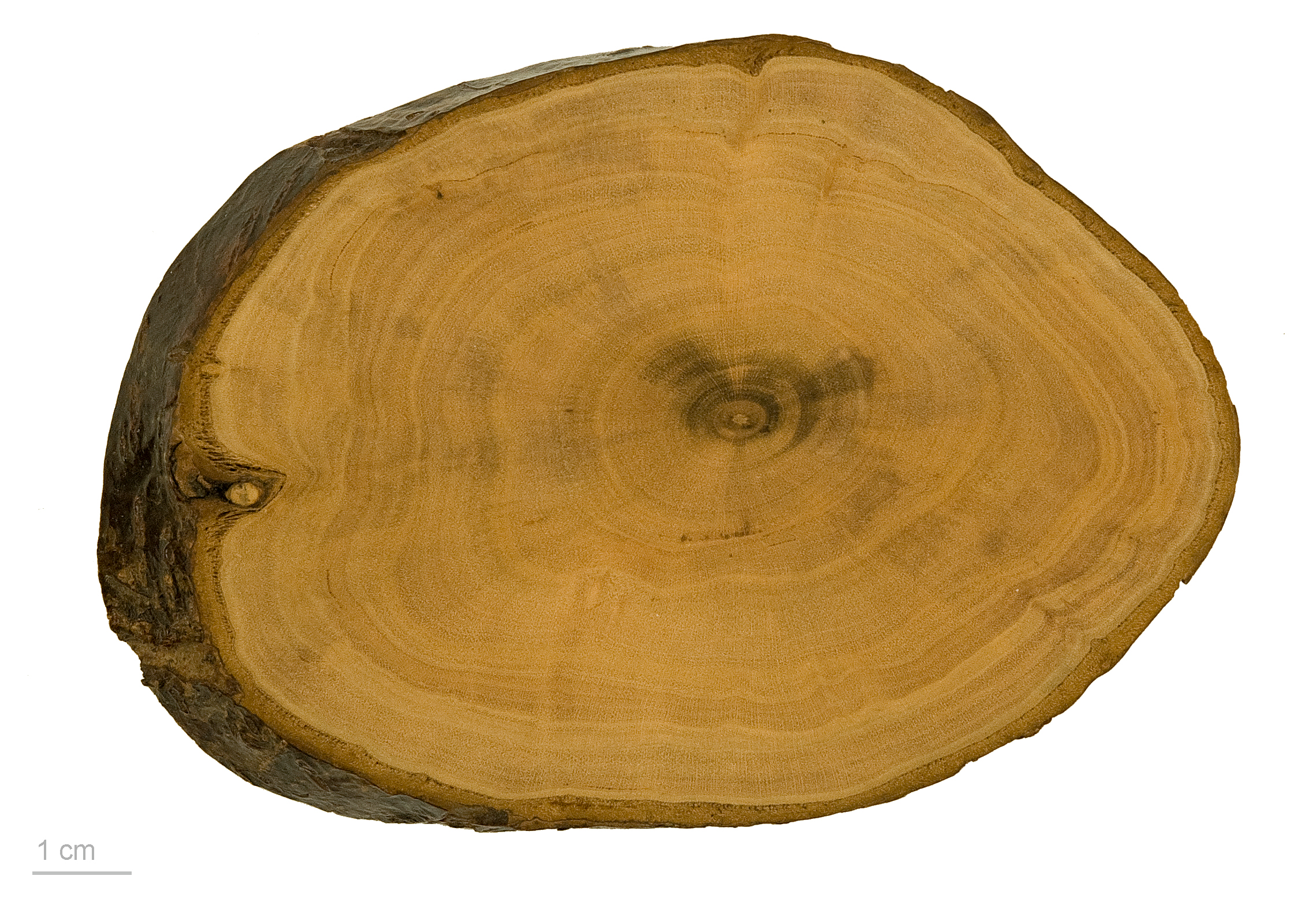
梅树茎干的横截面

落叶小乔木，树高4一10米。树冠开展，树干呈褐紫色或淡灰色，多纵驳纹。小枝细长，枝端尖，皮色绿或以绿为底色，常具刺，无毛。
梅的花期一般为晚冬至早春，先花后叶。每茎节开1～2朵，无梗或具短梗，花萼上有短柔毛，基部愈合为钟状的筒，上端分裂为五瓣，每枚裂片卵形。每朵花有花瓣5枚，原种呈淡粉红或白色，栽培品种则有紫、红、彩斑至淡黄等花色；雄蕊多数、雌蕊离生，子房密被柔毛。野生型的花五瓣，直径1~3厘米，花瓣白色。人工变种的花瓣可多于5枚（重瓣），花色有浅粉、玫瑰红、深红、紫色、浅绿色等。中国西南地区花期为12月至次年1月，华中地区2至3月，华北地区3至4月开花。初花至盛花4~7日，至终花15~20日。
叶在花落之后很快抽出。单叶互生，宽卵形或卵形，边缘有细锯齿，先端渐尖或尾尖，基部阔楔形，幼时或在沿叶脉处有短柔毛。叶柄长约1厘米，近顶端（即靠近叶面的位置）有两枚凸起的腺体。叶柄与茎的连接处具托叶，常早落。
果实于初夏成熟（4～6月），类型为核果，近球形，直径约1～3厘米，自柄至尖部有一道浅槽。果皮绿色，密被短柔毛，树上或摘下成熟后皮和果肉转黄或微红，亦有部分品种成熟后依然为绿色。因果实成熟时期恰逢中国江南及邻近地域的雨季，因而此时期又被称为梅雨季节。

## 用途

### 食用
梅的果实（梅子）味道较酸，较少直接食用，但广泛用于制作梅干、果酱、话梅、梅酒、果脯、茶饮等。
梅在中国的食用历史可追溯到新石器时代后期。1959年，江苏吴江梅堰袁家埭村落遗址中发现了5000年前的梅核。1975年，河南安阳商朝墓葬中出土的铜鼎内发现了距今已有三千余年的梅核。先秦时代的《尚书·说命下》曰：“若作和羹，尔惟盐梅”，意为美味的羹汤要靠盐和梅子来调味。
话梅在中国是很受欢迎的零食，是将梅子与糖、盐、甘草等配料一起腌制后晒干而成，还可以用来二次加工成糖果等食品。与此类似的还有将未熟的青梅熏制成的乌梅，既可入药也可用于熬制酸梅汤等饮品。
梅酒在日本和韩国广受欢迎，味道甘甜醇厚，通常用未熟的青梅酿制。与此类似的是将青梅用糖慢或用紫苏叶包裹腌渍得来的甘露梅，被认为起源于江户时代。
熟透的梅子可用于制作粤菜中的苏梅酱，一般用来搭配烧腊。在日本，熟透的梅子一般加盐腌成酸梅（也称梅干、梅渍），是日本常见的渍物，但也有用未成熟的小梅子制成的变体（カリカリ梅）。酸梅常配白米饭食用，也有饭团、茶泡饭等食法，同时可用来二次加工为各种调味品、糖果、零食等产品。腌制梅干过程中的副产物汁液可制成梅醋。
韩国有将梅花晒干后用热水沏成梅花茶的饮法。

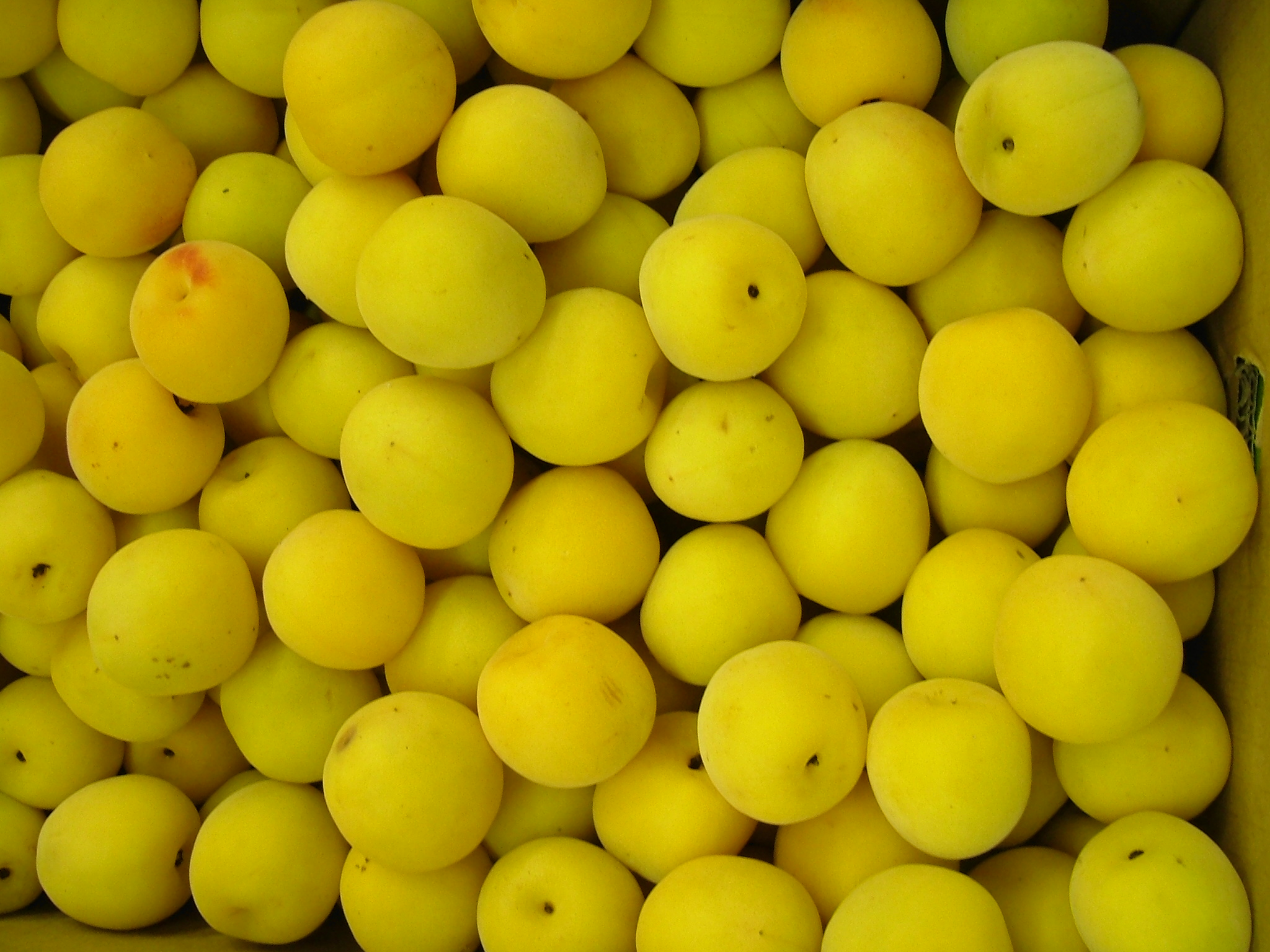
采摘后转黄的梅子
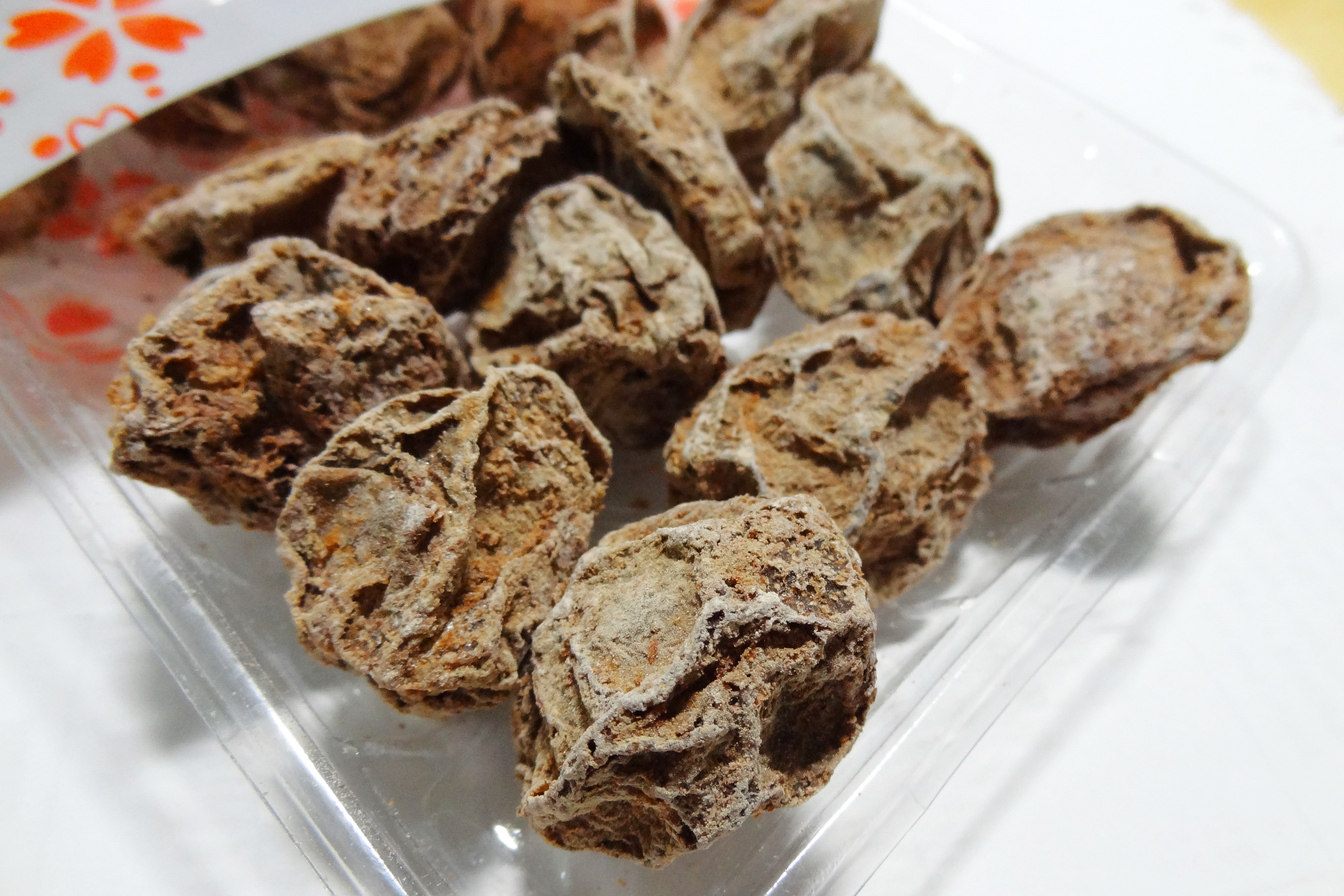
话梅
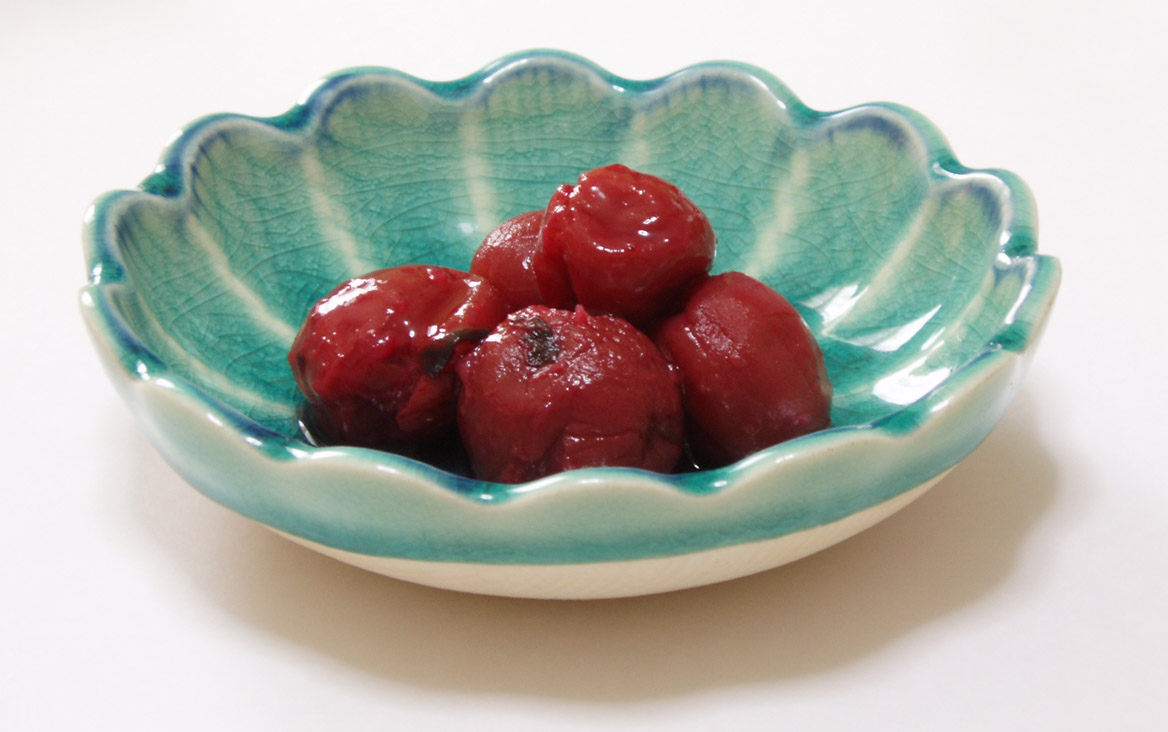
日本的梅渍
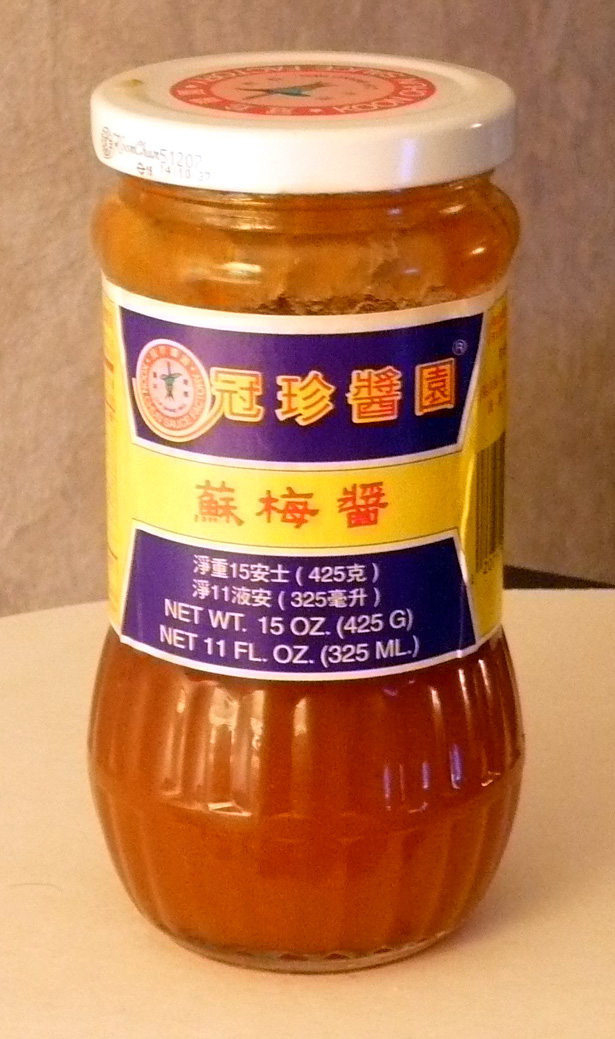
用于粤菜调味的苏梅酱

### 药用
夏季果实将熟时采下，用火炕焙2～3昼夜，再闷2～3天至色变黑，就成了中药裡的乌梅，又稱作烏梅肉、烏梅炭，其味酸涩。中医学认为它长于收敛，能敛肺止咳，可治肺虚久咳不止，又能涩肠止泻，治疗脾虚久泻。中医学认为乌梅可安蛔止痛，蛔虫病多见于小儿，虫多时，常扭结成团，阻塞肠道，这时患儿腹中剧痛难忍，弯腰屈膝，辗转不安，严重的还可引发肠梗阻。然而，蛔虫有“遇酸则伏”（指暂时安伏下来）的特性，而乌梅酸味笃重，实为安蛔的良药，故遇到小儿腹痛欲绝，以前又有便蛔、吐蛔者，可急投乌梅煎成浓汤候温服，往往能为家长、医生和病儿赢得宝贵的治疗时间。
乌梅生津止渴的功效是人所共知的，消渴（糖尿病）病人口燥咽乾、烦渴多饮者，中医学认为可用乌梅、淡豆豉各10克，煎汤代茶饮用，可起到生津润燥的效果。另一款是取黃耆50克，烏梅20克，用水煎腸，當茶飲用，每天一劑。持續一周，可逹較好的降糖功效。另外，中医学认为将乌梅炒炭，还可以止血。
中医以梅芳香怡人、酸涩平和的特性，用于疏肝和胃、调畅气机，治疗因肝胃气滞引起的胃脘疼痛、腹胀、纳食不香等。平日在羹汤中加入几朵梅花，可开胃醒脾，理气消食。
在化學層面，烏梅含有蘋果酸成分，能夠達到穩定血糖作用，尤其對老年糖尿病患者有很好的效果。另外，其蘊含檸檬酸，這兩種酸皆有降血壓﹑安眠等功效。

## 分布

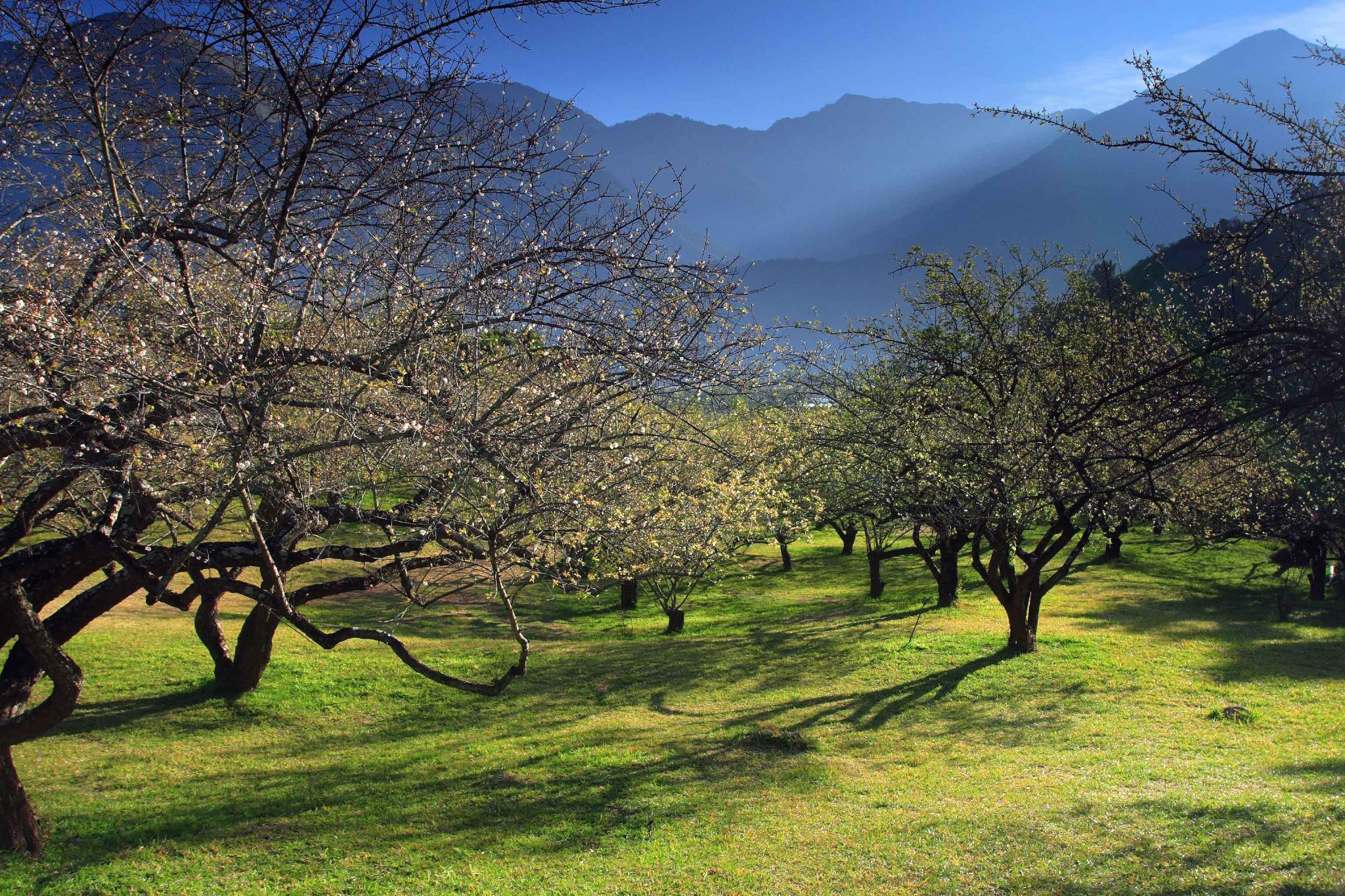
臺灣南投縣信義鄉的梅園

《本草纲目》引陶弘景的《名医别录》记载：“梅实生汉中山谷”，而“襄汉川蜀江湖淮岭皆有之”。现有的资料显示，野梅在中国西南海拔1300-2600米的山区广有分布，尤其是四川、云南两省；在东延至鄂西地区的低海拔山地（300-1000米），西延至西藏的波密、通麦等地（海拔2100-3300米）一带也有野梅的分布，均为野梅的分布中心。在沿鄂南、赣北、皖南、浙西的山区一带分布的野梅，可以称为野梅分布的次中心。此外，广东，福建、以及臺灣中部及北部的山区，也发现有野梅。
在中国以外，梅主要分布在东亚地区。梅自古代从中国传入日本及韩国后，便作为赏花、产果树种被广泛种植，众多新品种也被培育出来，其中较有代表性的包括由梅和杏杂交培育成的日本品种‘丰后’，出产的果实质量高，且其紫花型（‘小花丰后’等）因花呈粉红色或深红色而主要作为赏花树种。臺灣的梅树以南投縣的信義鄉及國姓鄉最多。
在西方，梅除了新西兰略有分布外少有种植。

## 栽培
梅及其品种在中国各地，尤其是长江流域有着3000年以上的栽培历史，育种、应用历史达2000年以上。用于观赏的品系与果梅的分化时间被推测约为西汉初叶。《西京杂记》卷一载：“初修上林苑，羣臣遠方，各獻名果異樹...梅七：朱梅、紫葉梅、紫華梅、同心梅、麗枝梅、燕梅、猴梅。”宋代范成大所著《范村梅谱》中记录了12个品系的观赏梅，包括江梅型、宫粉型、朱砂型、玉碟型、黄香型等，并介绍了其繁殖栽培的方法，或为最早的梅花品种名录之一。尽管文化作品中常描绘梅花为迎风雪绽放的形象，实际上大多梅花品种性喜温暖，尽管能耐受一定低温，却无法在长江以北地区室外越冬。然而20世纪中期以来，也有陈俊愉、张启翔等人培育出‘北京小梅’、‘北京玉蝶’、‘燕杏’等数十个耐寒品种，可耐零下19至35摄氏度的低温。
梅对土壤要求并不严格，但土质以疏松肥沃、排水良好为佳，不喜大肥，在生长期只需施少量稀薄肥水。幼苗可用园土或腐叶土培植。梅花对水分敏感，虽喜湿润但怕涝。若盆土长期过湿会导致落叶黄叶。
梅花的人工扩繁手段以无性繁殖为主，以保持品种的纯度，其中以嫁接最为常用，砧木以实生梅苗或杏、桃为主；压条、扦插也可。部分品种的梅雄蕊花粉量少或不具花粉，或者自交不亲和，因此有时需要栽种至少两个品种才能结实。有时即便在同一植株内, 不同花的花柱长度也有变异, 存在长柱型、短柱型和雄花型(雌蕊败育)三种花型, 以长柱型为母本的坐果率显著高于短柱型为母本的坐果率，但各花型花粉的雄性功能在坐果率上没有显著差异。
梅花的病害包括黄单胞菌造成的梅花细菌性穿孔病、毛盘孢属真菌造成的炭疽病、白粉病、枯枝流胶病、干腐流胶病等。蚜虫对梅花常有危害，但使用乐果杀虫可能对梅花产生药害，导致落叶。
梅花作盆景栽培称“梅桩”或“盆梅”，日本至今记录最老的约250-400岁。

## 文化

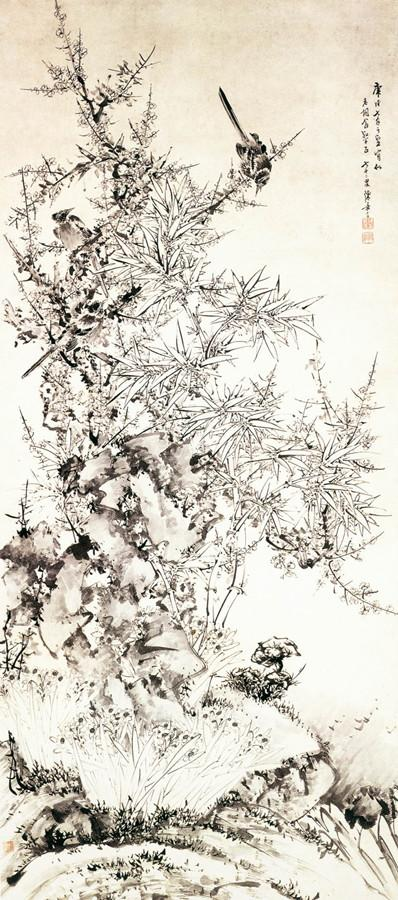
中国清朝陳嘉言所绘《竹石梅鹊图》，上海博物馆藏

东亚有「梅雨」一詞，因為在梅子成熟之際，江南及气候相似的邻近地区正值雨季。
东亚民間常用“梅”字作女子名。
「摽梅」指女子已到出嫁年龄，出自《詩經·召南·摽有梅》：“摽有梅，其實七兮。求我庶士，迨其吉兮。”；该文被解读为借“梅”与“媒”的谐音隐喻女子求爱。
在西方，梅、李、杏三者常被混淆。梅學名裏的种加詞則來自梅的日語發音“ume”。

### 寓意
在傳統汉文化中，梅與蘭、竹、菊一起列為「四君子」，與松、竹一起稱為「歲寒三友」，也与兰、荷、菊并称四季名花。梅因常在晚冬至早春的寒冷时节開放，历史上被作为许多东亚诗词、歌曲中的意象，用于寄托对堅韌人格的歌颂。

### 藝術
魏晋南北朝时期起，随着栽培梅树的目的由采收梅果逐渐扩大到赏花，梅作为文学意象开始被广泛应用于诗词歌赋和书画创作中。全宋诗二十余万首诗歌中有咏梅诗4700首，而全宋词及补辑的2200余首咏花词中，咏梅词便有1200余首。晋代陆凯在其赠友人范晔诗中道：“折梅逢驿使，寄与陇头人；江南无所有，聊赠一枝春”，寄托其友情于摘下的一枝梅花。東晉時桓伊為王徽之創作笛曲《梅花三弄》，此曲後來被改編為古琴曲並流傳至今。北宋王安石《梅花》曰：“牆角數枝梅，凌寒獨自開。遙知不是雪，唯有暗香來”，借描写梅花的姿态喻示孤傲高洁的人格；与此类似的是南宋陆游所作《卜算子·咏梅》，以梅花咏怀了自身遭遇排挤坚贞自守的心境（“无意苦争春，一任群芳妒，零落成泥碾作尘，只有香如故”）。元代王冕所著题画诗《墨梅》道：“我家洗砚池头树，朵朵花开淡墨痕。不要人夸好颜色，只留清气满乾坤”，被解读为是借用墨笔描绘的梅花形象比喻不求他人赞赏，只愿在世间留下清香的高尚情操。元代喬吉亦著有《水仙子·尋梅》一曲，以梅花借代自己所追求的理想（“冬前冬後幾村莊，溪北溪南兩里霜，樹頭樹底孤山上。冷風來何處香？”）近现代则有毛泽东的《卜算子·咏梅》，与陆游所作词同名，但刻意“反其意而用之”（“俏也不争春，只把春来报。待到山花烂漫时，她在丛中笑”）。
现代歌曲中，亦有關正傑作曲演唱的《詠梅》、费玉清演唱的《一剪梅》等。
汉族文化中的梅花妆（又称落梅妆）指女子额头眉间贴一梅花形图案的妆饰，最早可能起源于宋朝寿阳公主。北宋初年《太平御览》云：“宋武帝女寿阳公主人日卧于含章殿檐下，梅花落公主额上，成五出花，拂之不去。...宫女奇其异，竟效之，今梅花妆是也。” 
中国唐宋时期出产，用以盛放花或酒的梅瓶因其“口径之小，仅与梅之瘦骨相称”（——许之衡，《饮流斋说瓷》）而得名。

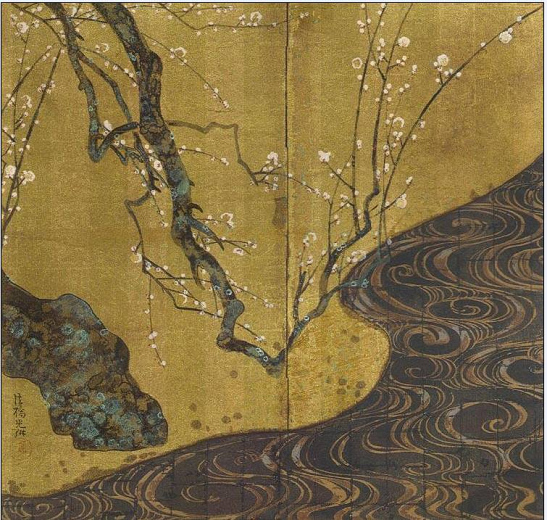
紅白梅図屏風，日本江户时代尾形光琳绘
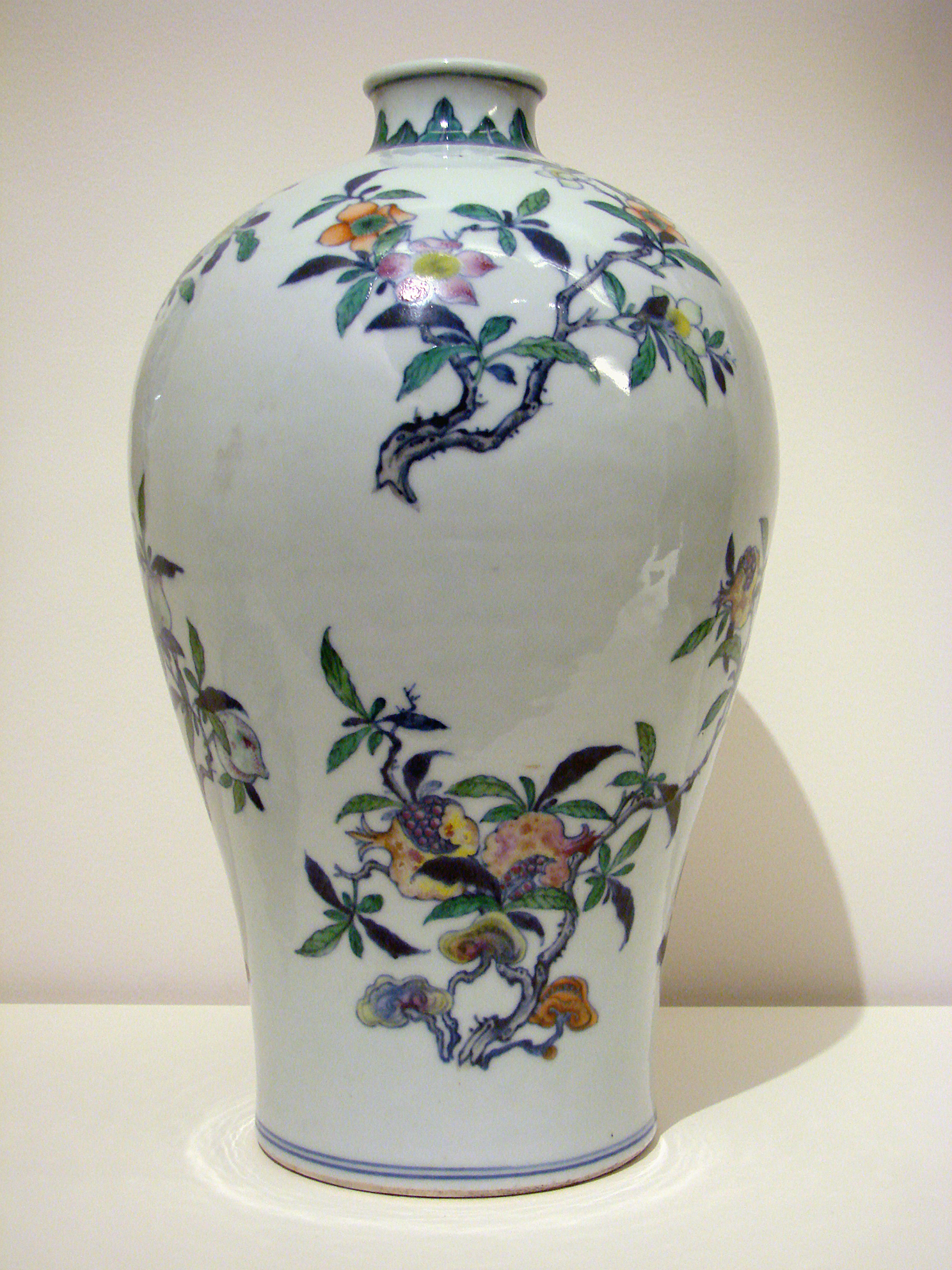
18世纪的石榴纹饰中国梅瓶，巴黎吉美国立亚洲艺术博物馆馆藏
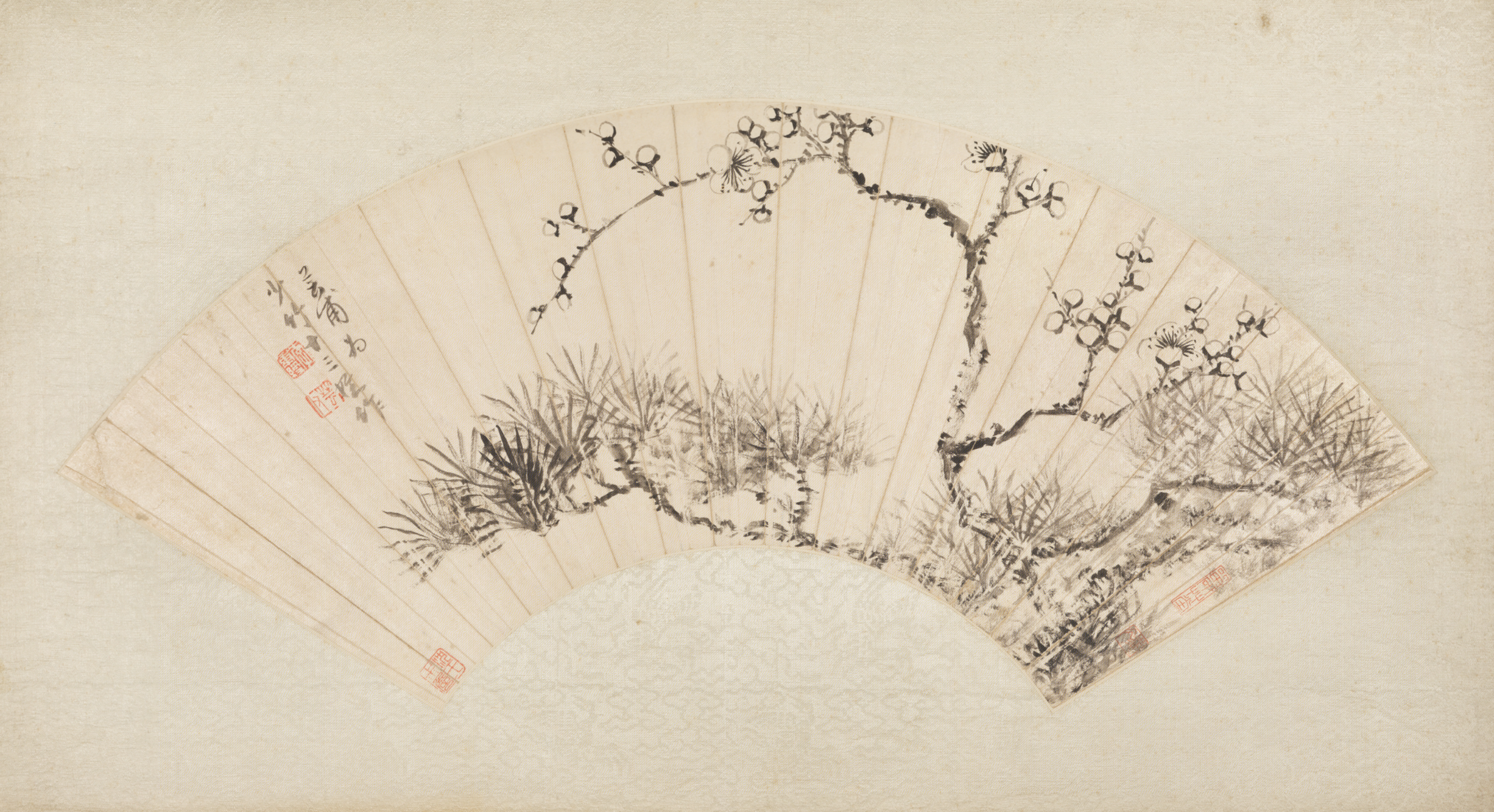
松梅扇页，中国清代李秉绶绘
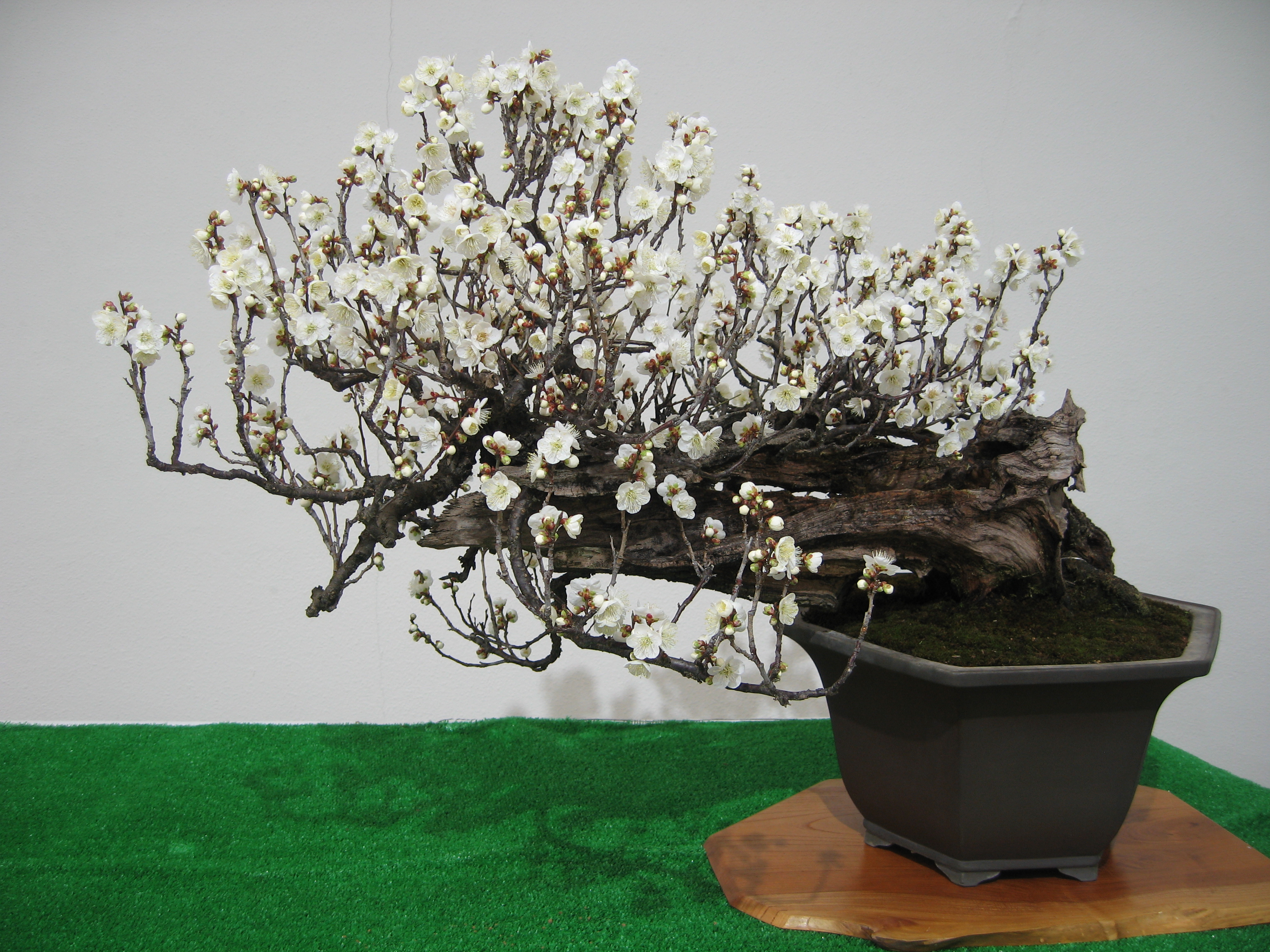
日本的梅桩盆景

### 典故
元朝末期长篇小说《三国演义》中，有“望梅止渴”、“煮酒论英雄”等与梅子相关的典故（“魏武行役，失汲道，军皆渴，乃令曰：‘前有大梅林，饶子，甘酸可以解渴。’士卒闻之，口皆出水，乘此得及前源”；“随至小亭，已设樽俎：盘置青梅，一樽煮酒。二人对坐，开怀畅饮”）。前者也作为成语，比喻以不切实际的空想自我宽慰。

### 观赏

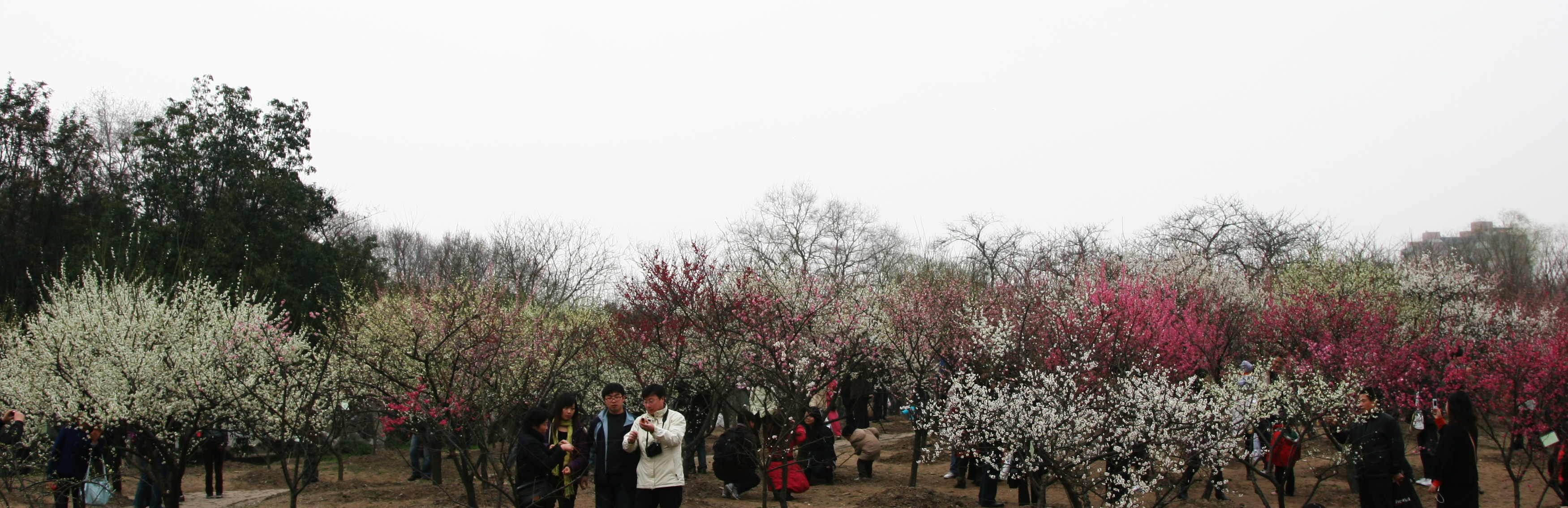
中国上海植物园梅花盛开

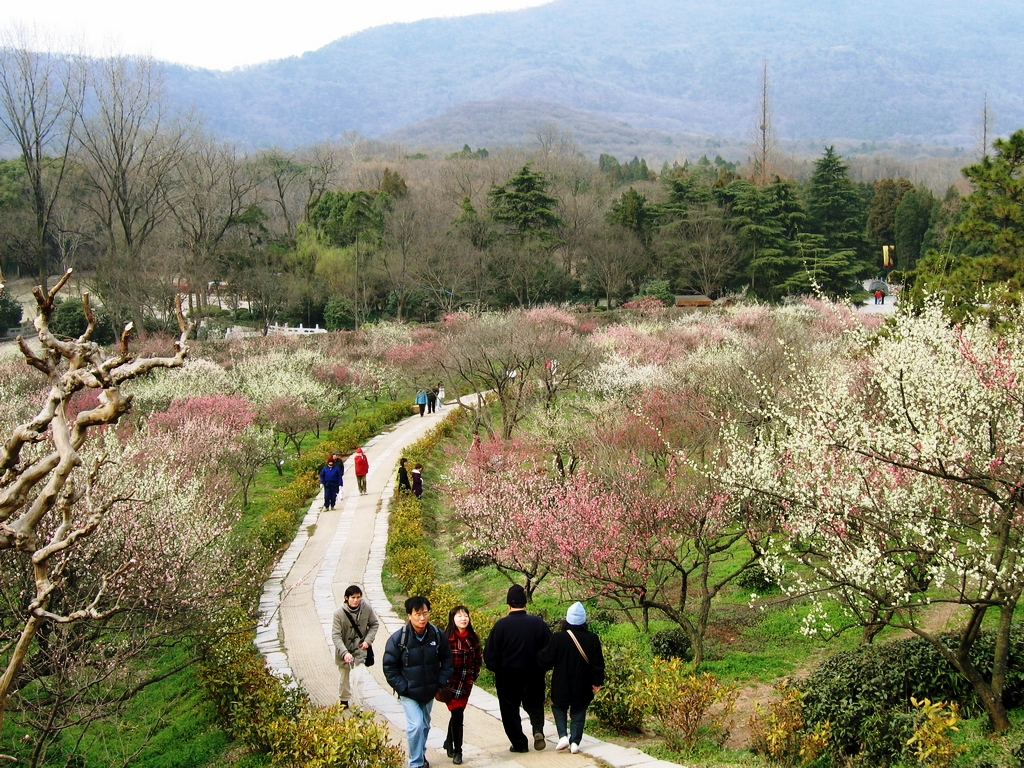
南京梅花山

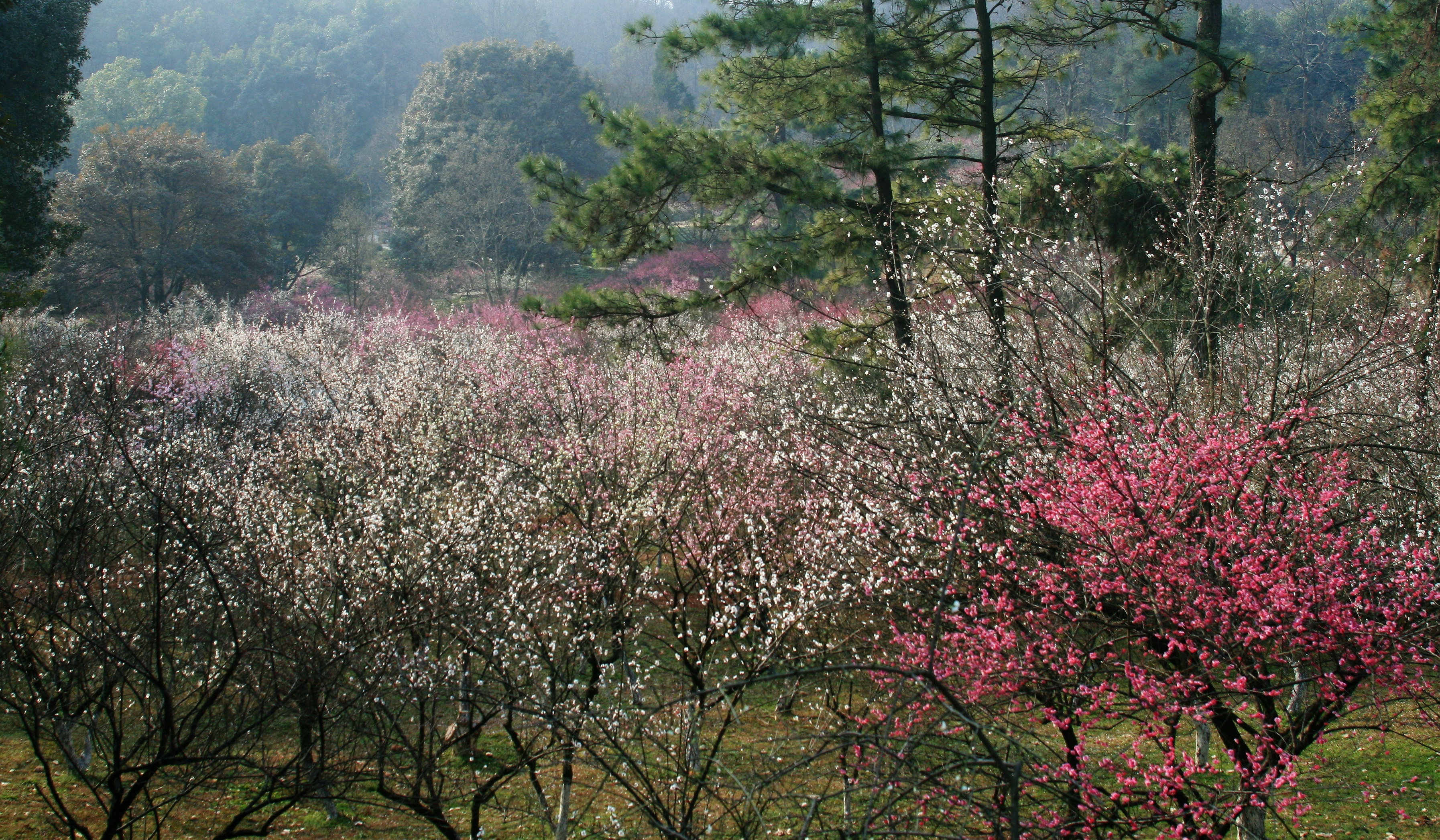
杭州植物园灵峰山

梅花极具观赏性和文化象征含义。每年梅花开放时，中国各产梅地都能吸引大批游客前来参观。
据历史诗文记载，赏梅最早兴起于汉朝，出现时间远晚于种植、食用梅的习俗。汉代《西京杂记》可能是最早关于梅树观赏用途的记载：“汉初修上林苑，远方各献名果异树，有朱梅、胭脂梅。...汉上林苑有同心梅，紫蒂梅、丽友梅。”
中国境内有一些历史悠久的古梅树。其中有代表的是晋梅、隋梅、唐梅和宋梅，其中多数主干已枯，现开花枝条多为自基部重新生出或人工嫁接而成。
晋梅在湖北黄梅县江心寺内。据传为东晋名僧支遁和尚亲手所栽，距今已有1,600余年。冬末春初梅开两度，人称“二度梅”（还有一个说法，因整个花期历冬春两季而得二度梅的之名）。主干已枯，现存活枝为近年新发。
隋梅在浙江天台山国清寺内。相传为佛教天台寺创始人智者大师的弟子灌顶法师所种，距今已有1400多年，現存為原木的分木。
唐梅现存两棵并称。一在浙江超山大明堂院内，相传种于唐朝开元年间（713-741年）。另一株在云南昆明黑水祠内，相传为唐开元元年（公元713年）道安和尚手植。其主幹於1923年自然死去，現今留下的僅為四分之一枝干。
宋梅现有两棵并称。一在浙江超山报慈寺，相传其原为六瓣花，但原本的梅树现已枯死，后由园林技术人员嫁接上重瓣品种，仍以“宋梅”称之，相传可能为宋代塘栖镇福王藩苑的遗物。另一在廣東梅州潮塘崗頂，國家一級古樹，編號為“〇八〇三〇〇二六”，屬真梅係直梅類宮粉花梅，據專家考證為“宋梅”，被“梅國際登陸年報”定名為“潮塘宮粉”，為梅花專一品種。潮塘古梅樹高約十米，冠幅十六米，主幹直徑七十五釐米，距地面五十釐米處分成雙幹，兩幹直徑分別為四十九釐米和三十一釐米，為原木成長，故尤為珍貴；花色粉紅、重瓣、馨香，花期為每年十二月中旬至次年一月中旬。

### 地域象征

#### 国花
中華民國

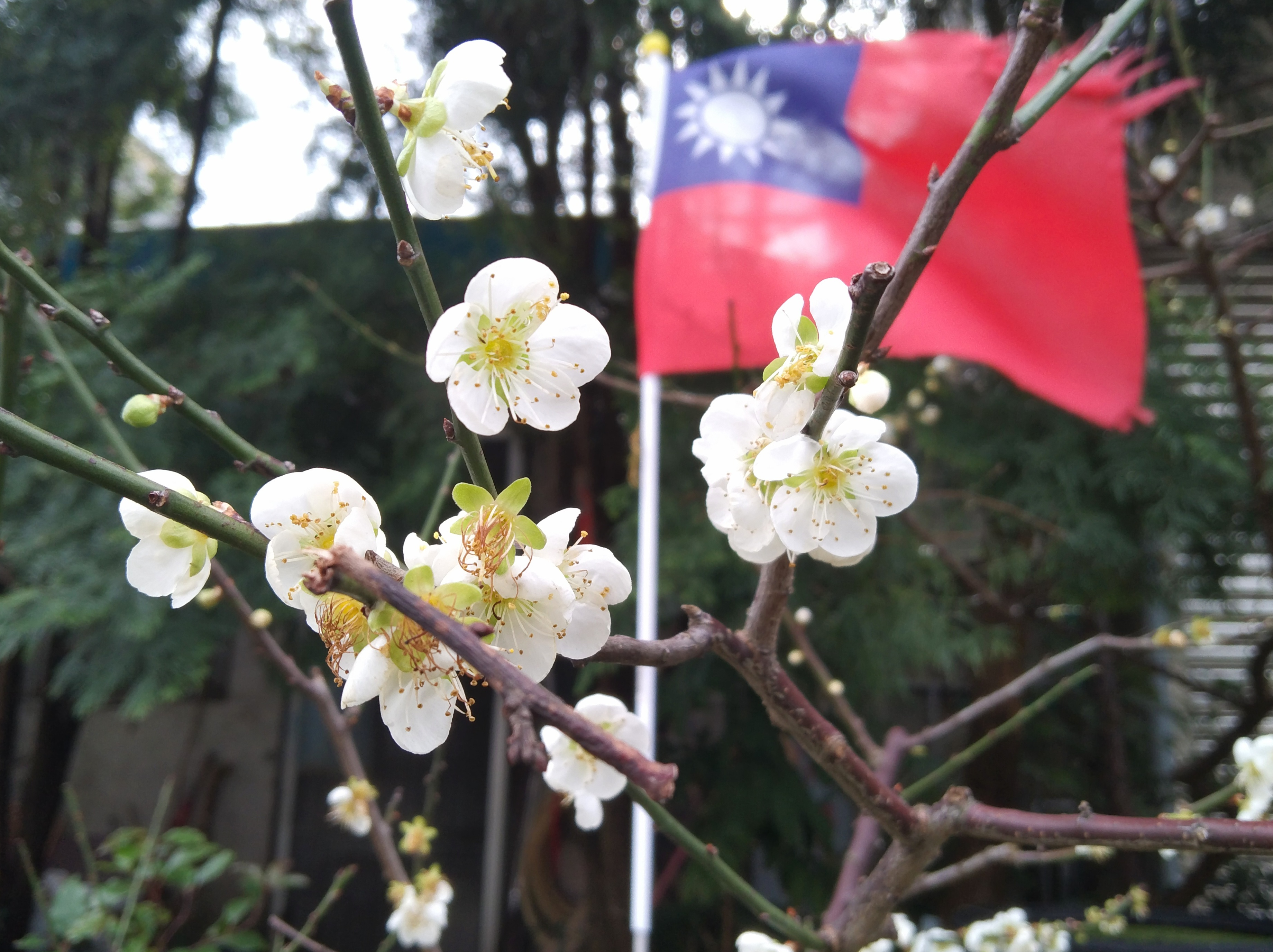
梅花與中華民國國旗

中華民國行政院於1964年7月21日舉行的院會上，決議將梅花訂為中華民國國花，主要理由為：
- 梅花的三蕾五瓣代表三民主義及五權憲法。
- 梅花象徵土地、堅貞、剛毅、聖潔，代表中華民族之精神。
- 梅開五瓣，象徵五族共和，具有敦五倫、重五常、敷五教的意義。
- 梅花「枝橫」、「影斜」、「曳疏」、「傲雪」同時亦代表易经「元」、「亨」、「利」、「貞」四種高尚德行。

而在中華人民共和國，梅花与牡丹齐被视為最具競争力的國花候選花種。
1970年代，臺灣词曲作者劉家昌借梅花之于中华民国的象征创作、演唱歌曲《梅花》，借梅花堅韌不屈的品格讚頌了中國人頑強的毅力和民族精神，该曲后来也由鄧麗君等歌手演唱。
台灣的航空公司中華航空於1995年起使用以粉紅色調水墨畫梅花像做為公司的企業標誌，稱為「紅梅揚姿」，並同時運用在機隊的新塗裝上。由於中華航空具有國營背景，此次更改企業標誌後，

#### 市花、縣花
- 中国大陆：南京市市花（1982年南京市人民政府依照市人大八屆二次会议決議頒訂）、武汉市市花（1984年頒訂）、无锡市双市花之一（另一为杜鹃）、淮北市双市花之一（另一为月季）、 丹江口市市花、鄂州市市花、泰州市市花、梅州市市花。

- 台湾：南投縣（縣花）。

- 日本：大阪府（縣花）、和歌山縣（縣花）、福岡縣（縣花）、茨城縣（縣樹）、大分縣（縣花、縣樹），以及許多市、町、村、特別區等。

### 地名
- 臺灣：臺南市楠西區梅嶺；嘉義縣梅山鄉；臺中市石岡區昔日設有梅子車站。
- 浙江：建德市梅城镇。
- 江西：临川梅岗村。
- 梅岭：江西省与广东省分界。
- 广东：梅江；梅州市的梅县为客家人的聚集地，梅州客家语是客家语的代表。
- 福建：下梅村；長樂區梅花鎮。

### 家紋
梅紋是梅花圖案化的日本家紋，在奈良時代已作為紋樣使用。圖案有、等。大概分成、等寫實圖案的梅花紋和等簡略圖案的梅鉢紋。
因菅原道真喜愛梅花，天滿宮用作其神紋，其中太宰府天滿宮使用「梅」、北野天滿宮使用「星梅鉢」。武家以菅原氏的末裔、美濃齋藤氏一族基於天神信仰而使用，主要有筒井氏的「梅鉢」、加賀前田氏的「加賀梅鉢」、相良氏的「相良梅鉢」等。

梅・梅花
梅鉢
加賀梅鉢
星梅鉢
裏梅
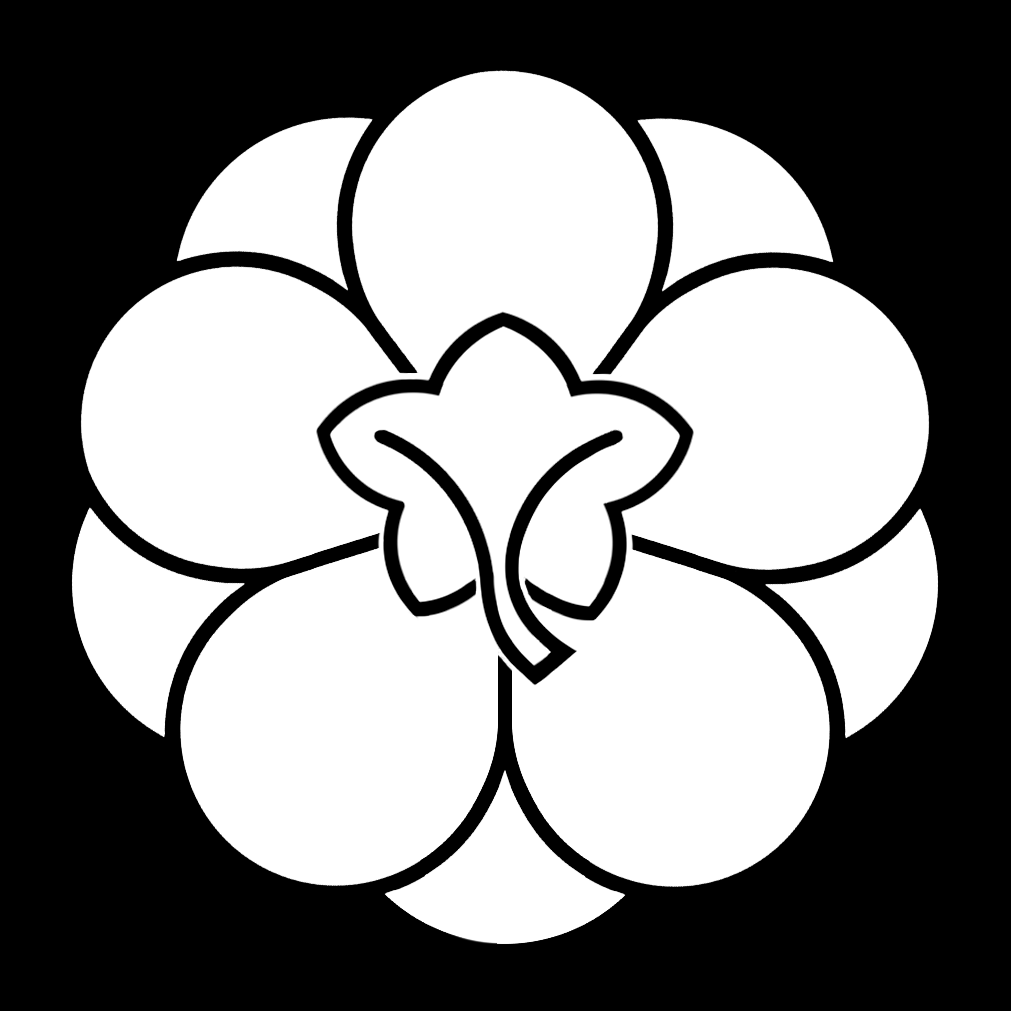
八重裏梅
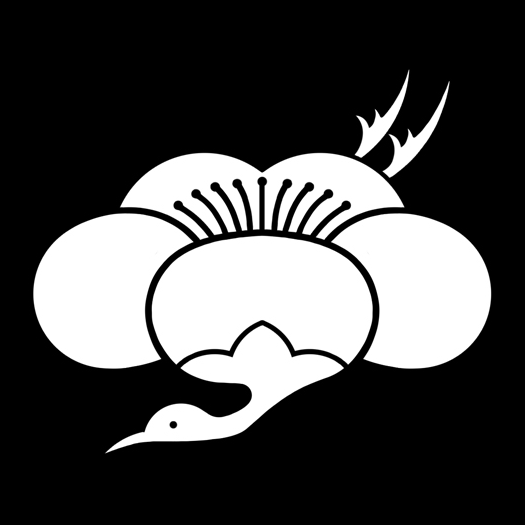
梅鶴

## 变种
梅这一物种分为三个自然变种： 
- Prunus mume var. cernua Franch. —— 长梗梅
  - 花梗长1厘米，结果时俯垂。分布于中国云南西部及越南北部、老挝北部，生于海拔1900-2600米的山坡路边、溪边或疏林下[24]。

- Prunus mume var. mume （原变种）

- Armeniaca mume f. pendula (Siebold) H.Ohba & S.Akiyama
- Armeniaca mume var. alba Carrière
- Armeniaca mume var. alphandii Carrière
- Armeniaca mume var. pubicaulina C.Z.Qiao & H.M.Shen
- Prunus anomala Koehne
- Prunus makinoensis H.Lév.
- * Prunus makinoensis Lév.
- Prunus mume f. alba (Carrière) Rehder
- Prunus mume f. alboplena (L.H.Bailey) Rehder
- Prunus mume f. alphandii (Carrière) Rehder
- Prunus mume subsp. formosana Masam. ex Kudô & Masam.
- Prunus mume subsp. microcarpa Makino
- Prunus mume var. tonsa Rehder
- Prunus mume var. alboplena L.H.Bailey
- Prunus mume var. formosana Masam.
- Prunus mume var. laciniata Maxim.
- Prunus mume var. microcarpa Makino
- Prunus mume var. pendula Siebold
- Prunus mume var. rosea Ingram

- Prunus mume var. pallescens Franch. —— 厚叶梅，又称野梅
  - 叶片较厚，近革质，卵形或卵状椭圆形；果实卵球形；核近球形，基部钝圆。产四川西部至云南西部，生海拔1700-3100米的山坡林中或溪边。[25]

## 品种
人工培育的梅花品种在东亚多地有种植，仅观花品种便多达300种以上。
2009年，陈俊愉和陈瑞丹在《园艺学报》期刊中正式发布了一版对中国有栽培的梅花品种群的分类方案，该版本在可供利用二叉式检索表鉴定识别各品种的同时，又符合当时的国际栽培植物命名法规，将所有园艺起源上以梅为主要亲本的品种分为真梅、杏梅和樱李梅三个主要种系，其中真梅种系为梅种内的各品系杂交选育而来，而后两者为梅与同属（李属）的其他物种杂交选育而来，三者的共同特征为内果皮（果核）表面有蜂窝状点穴。杏梅和樱李梅两个种间杂交而来的种系均具有较好的抗寒性，显现杂种优势，可在北方地区露地越冬存活、开花，但花基本不具香味，仅杏梅与真梅种系回交后的部分品种（如‘香瑞白’）有香气；此外，杏梅和樱李梅的果实表面均有毛。
真梅种系下，依照枝条姿态和花部特征（花瓣、萼形色）又可分为9个品种群（见下方列表），需注意的是，由于梅品种繁多，育种历史复杂，该品种分类体系下的各类别基本仅按形态归分，因此同种系下形态相似或同一类/型的品种亲缘关系不一定最近。

### 真梅种系
枝条直上或斜出者（又可称“直枝梅类”）：
1. 单瓣品种群（Single Flowered Group / P. mume ‘Simpliciflora’），又称“江梅品种群”：花单瓣，呈红、粉、白等单色，花萼不为纯绿。代表品种有‘江梅’、‘单粉’、‘白梅’、‘小玉蝶’、‘寒红’、‘红雀’、‘烈公梅’、‘雪梅’、‘粉瓣果梅’等，其中许多都兼具观花和食用价值，为花果兼用品种。
2. 宫粉品种群（Pink Double Group / P. mume f. alphandii Rehd.）：花重瓣或半重瓣，呈或深或浅的粉红色，花萼绛紫色。代表品种有‘红梅’、‘小宫粉’、‘粉皮宫粉’、‘千叶红’等。
3. 玉蝶品种群（Albo-plena Group / P. mume var. alboplena Bailey）：花瓣白色，重瓣或半重瓣，花萼绛紫。代表品种有‘玉蝶’、‘三轮玉蝶’、‘素白台阁’、‘月宫殿’、‘睿山白’等。
4. 绿萼品种群（Green Calyx Group / P. mume var. viridicalyx Makino）：花萼纯绿色，花白色，单瓣、半重瓣或重瓣。代表品种有‘小绿萼’、‘久观绿萼’、‘金钱绿萼’、‘异味绿萼’、‘二绿萼’等。
5. 黄香品种群（Flavescens Group / P. mume var. flavescens Makino）：花淡黄色，单瓣至重瓣，花萼绛紫或纯绿。品种如‘单瓣黄香’、‘曹王黄香’、‘多萼黄香’、‘南京复黄香’等。
6. 跳枝品种群（Versicolor Group / P. mume f. versicolor T.Y.Chen et H.H.Lu），也称“洒金品种群”：同株上开异色花，可呈现斑点、条纹等样式，也有单色花，单瓣或半重瓣。代表品种有‘单瓣跳枝’、‘复瓣跳枝’、‘晚跳枝’、‘鬼桂花’等。
7. 朱砂品种群（Cinnabar Purple Group / P. mume var. purpurea Makino）：枝条横截面的新生木质部呈紫红色。花紫红色，单瓣至重瓣，花萼，部分品种如‘骨里红’、‘红颜朱砂’等较易结实，可作为花果兼用的品种，也可应用于实生育种中。
枝条自然下垂或斜垂者：
8. 垂枝品种群（Pendulous Group / P. mume var. pendula Sieb.）：相比直枝梅类，茎内木质部占比更低，韧皮部纤维细胞排列及形状不规则，部分细胞的细胞壁未木质化，且对生长素（吲哚乙酸）敏感性较低，导致枝条不负重力呈现下垂状。又可依花部及枝条内新生木质部颜色，将其下品种进一步细分为类似如上各直立枝品种群的类别：
- 江梅垂枝型 [Pink Pendulous Form] ：花部形态似江梅品种群[30]。
- 粉花垂枝型 [Pink Pendulous Form] ：类似宫粉品种群，部分品种如‘单粉垂枝’容易结实且品质佳，兼具观赏和食用价值[28]；其它代表品种还有‘单红垂枝’、‘粉皮垂枝’[31]等。
- 残雪垂枝型 [Albiflora Pendulous Form] ：类似玉蝶品种群，代表品种有‘残雪垂枝’等[32]。
- 白碧垂枝型 [Viridiflora Pendulous Form] ：类似绿萼品种群，代表品种有‘单碧垂枝’、‘双碧垂枝’等[33]。
- 五宝垂枝型 [Versicolor Pendulous Form] ：类似跳枝品种群，代表品种有‘跳雪垂枝’等。
- 骨红垂枝型 [Atropurpurea Pendulous Form] ：类似朱砂品种群，代表品种有‘骨红垂枝’、‘锦红垂枝’等[34]。

枝条自然呈扭曲状者：
9. 龙游梅类 (Tortuosa Group / P. mume var. tortuosa T.Y.Chen et H.H.Lu): 代表品种为‘龙游’梅，其下品种花色、瓣数各异。

未在2009年版分类方案中归分的品系：
- 品字梅型 [Pleiocarpa Form] ：花重瓣，雌蕊具3至7枚心皮，因此每花能结数果[11]。代表品种有‘品字’梅等。

### 杏梅种系
杏梅种系 （Apricot Group / P. mume var. bungo Makino) 主要起源于梅与杏或山杏的天然杂交种，再经人工选育而成。枝叶形态介于梅、杏之间；花较似杏，一般无明显香味，花萼及被丝托肿大，花期较晚，小枝时带古铜紫褐色泽。代表品种有单瓣的‘北杏梅’，半重瓣或重瓣的‘丰后’（常作果树）、‘送春’等。

### 樱李梅种系
梅与同属的紫叶李杂交而来的品种可被统称作樱李梅类（Blireiana Group），新叶常年泛红似紫叶李，小枝灰暗褐紫色或略显淡暗绿底色, 花叶同放；花较似梅，淡紫红色，半重瓣或重瓣，一般无明显香味，花梗长约1cm，以被丝托不肿大而区别于杏梅种系。
该种系为19世纪末至20世纪初宫粉型梅品种初传至欧洲时，以紫叶李为母本，宫粉梅为父本，于法国育成。该杂交品系最初被命名为‘小美人’梅（Prunus × blireiana f. moseri Rehder, 1940），后又从中选出‘美人’梅（Prunus × blireiana），之后又传入若干欧美国家及新西兰等地推广栽植，这两种樱李梅也是该种系至今最为常见的两个品种。

### 引用
1. ↑  Botanic Gardens Conservation International (BGCI) & IUCN SSC Global Tree Specialist Group (2019). Prunus mume. The IUCN Red List of Threatened Species 2019: e.T136775345A136775347. Downloaded on 24 March 2019.
2. ↑  . Plants of the World Online.   [2025-03-02]. （原始内容存档于2025-04-16） （英语）.
3. ↑  . 中国科普博览.   [2025-03-02]. （原始内容存档于2025-04-23）.
4. 1 2 3  . 新华网. 光明网.   [2025-03-02]. （原始内容存档于2025-04-23）.
5. 1 2  向紅丁. 林巧玲 , 编. . 莊馨云,文字校對. 第二版. 新北市: 繪虹企業股份. 2015年9月: 第124頁. ISBN 978-986-87392-1-5 （中文）.
6. 1 2 3 4 5 6 7  王玉娟; 房经贵; 于华平; 汪诗珊; 李晓颖; 陈翔高.  (PDF). Doctoral dissertation. 2011  [2025-07-23]. （原始内容存档 (PDF)于2025-06-16）.
7. 1 2  陈俊愉; 陈瑞丹. . 园艺学报. 2007, 34 (4): 1055–1058.
8. ↑  陈俊愉. . 北京: 中国林业出版社. 1989.
9. ↑  . 南京大学校史博物馆. 南京大学校史博物馆.   [2025-03-02]. （原始内容存档于2025-04-23）.
10. ↑  Xiaoyue, Wang; Xinxin, Zhu; Juan, Yang; Yunjing, Liu; Xiaoxin, Tang. . Biodiversity Science. 2019, 27 (2): 159–167  [2025-03-02]. doi:10.17520/biods.2018317. （原始内容存档于2025-04-23）.
11. 1 2  Moore, Richard; Yoneda, Kaoru. . Curtis's Botanical Magazine. 2022-09, 39 (3): 409–431. doi:10.1111/curt.12455.
12. ↑  Kashioka, Seizo; M. Ogisu. . Kansai Tech, ABOC-sha, Osaka. 1997.
13. ↑  . www.gushiwen.cn.   [2025-03-02]. （原始内容存档于2025-04-23）.
14. ↑  . Royal Botanic Gardens, Kew.   [August 9, 2011]. （原始内容存档于2011年11月9日）.
15. ↑  朱權. .
16. ↑  . 中国新闻网. 中新网.   [2025-04-04]. （原始内容存档于2025-04-23）.
17. ↑  董淑健; 吴句兵; 金良. . 荆楚网. 楚天都市报.   [2025-04-04]. （原始内容存档于2025-04-23）.
18. ↑  . 天台山. 浙江天台山旅游集团有限公司.   [2025-04-04]. （原始内容存档于2025-04-23）.
19. ↑  罗学成. . 澎湃新闻. 大浙旅游.   [2025-04-04]. （原始内容存档于2025-04-23）.
20. ↑  李剑平. . 中青在线. 中国青年报.   [2025-04-04]. （原始内容存档于2025-04-23）.
21. ↑  .   [2010-10-11]. （原始内容存档于2007-03-07）.
22. ↑  . 杭州党史与地方志. 中共杭州市委党史研究室.   [2025-04-04]. （原始内容存档于2025-04-23）.
23. ↑  唐林珍; 刘洪桥; 曾健锋. . 搜狐. 南方日报.   [2025-04-04]. （原始内容存档于2025-04-23）.
24. ↑  . 植物智. 中国科学院植物研究所.   [2025-03-02]. （原始内容存档于2025-04-23）.
25. ↑  . 植物智. 中国科学院植物研究所.   [2025-03-02]. （原始内容存档于2025-04-23）.
26. 1 2 3 4 5  陈俊愉; 陈瑞丹. . 园艺学报. 2009, 36 (5): 693–700.
27. 1 2  . 中国科普博览. 中国科普博览.   [2025-03-02]. （原始内容存档于2025-06-11）.
28. 1 2  王爽; 董彬; 王艺光; 赵宏波.  (PDF). 浙江农林大学学报. 2024, 41 (1): 113–123  [2025-04-04]. （原始内容存档 (PDF)于2024-05-17）.
29. ↑  Li, Lulu; Zhang, Yichi; Zheng, Tangchun; Zhuo, Xiaokang; Li, Ping; Qiu, Like; Liu, Weichao; Wang, Jia; Cheng, Tangren; Zhang, Qixiang. . Scientific Reports. 2021-01-29, 11 (1). doi:10.1038/s41598-021-81892-3.
30. ↑  张岩. . 科普中国.   [2025-04-04]. （原始内容存档于2025-04-23）.
31. ↑  张岩. . 科普中国.   [2025-04-04]. （原始内容存档于2025-04-23）.
32. ↑  张岩. . 科普中国.   [2025-04-04]. （原始内容存档于2025-04-23）.
33. ↑  张岩. . 科普中国.   [2025-04-04]. （原始内容存档于2025-04-23）.
34. ↑  张岩. . 科普中国.   [2025-04-04]. （原始内容存档于2025-04-23）.
35. ↑  国家植物园. . 百家号.   [2025-04-04].
36. ↑  Lemoine, E.  (1906)  Lemoine, Cat. No. 164: 14

### 书籍
- 冯天哲. . 金盾出版社. ISBN 7-5082-2264-4.